# Рикеттс, Питер
Питер Форбс Рикеттс, барон Риккетс (англ. Peter Forbes Ricketts, Baron Ricketts; р. 30.9.1952) — британский дипломат.
Образование получил в оксфордском Пембрук-колледже, где изучал английскую литературу.
На службе в Форин-офис с 1974 года. Сразу же был направлен в представительство Великобритании в ООН, в 1975-78 годах Сингапуре, в 1978-83 годах в представительстве Великобритании в НАТО, в 1983-85 годах помощником приватного секретаря министра иностранных дел Джеффри Хау, в 1986-89 годах первым секретарём в Вашингтоне, в 1989-91 годах заместителем руководителя департамента политики в области безопасности Форин-офис, в 1991-94 годах глава Гонконгского департамента Форин-офис, в 1994-97 годах советник в Париже, в 1997-99 годах заместитель политиректора Форин-офис.
С 2000 года по сентябрь 2001 года — председатель Объединённого разведывательного комитета Великобритании.
В 2001—2006 годах политический директор Форин-офис.
В 2003—2006 годах постоянный представитель Великобритании в НАТО.
В 2006—2010 годах постоянный заместитель министра иностранных дел Великобритании и глава дипломатической службы.
C мая 2010 года по январь 2012 года — Советник по национальной безопасности премьер-министра Великобритании.
24.06.2011 канцелярия премьер-министра Великобритании официально анонсировала ожидающуюся в январе 2012 года смену Рикеттсом Петера Уэстмакотта на посту посла Великобритании во Франции.
Рыцарь Великого Креста ордена Святого Михаила и Святого Георгия (2011, рыцарь-командор 2003, кавалер 1999).